# Shatt
Shatt (Thuri) é um povo natural do sul do Sudão, localizado no centro-norte da África. Esse povo fala o idioma schatt, uma língua que pertence ao grupo lingüístico majoritário nilo-saharaniano. A sua maioria, que parece exceder seus dez mil habitantes no total, pertence ao credo muçulmano.